# Irouléguy (AOC)
Pour les articles homonymes, voir Irouléguy et Irulegi.
L’irouléguy est un vin français d'appellation d'origine contrôlée produit dans le département des Pyrénées-Atlantiques, portant le nom d'Irouléguy, petit village basque de la Basse-Navarre. Son nom en basque est Irulegiko arnoa.
Il s'agit de l'un des plus petits vignobles de France, le seul du pays basque français. Il est classé AOC depuis 1970.

## Histoire

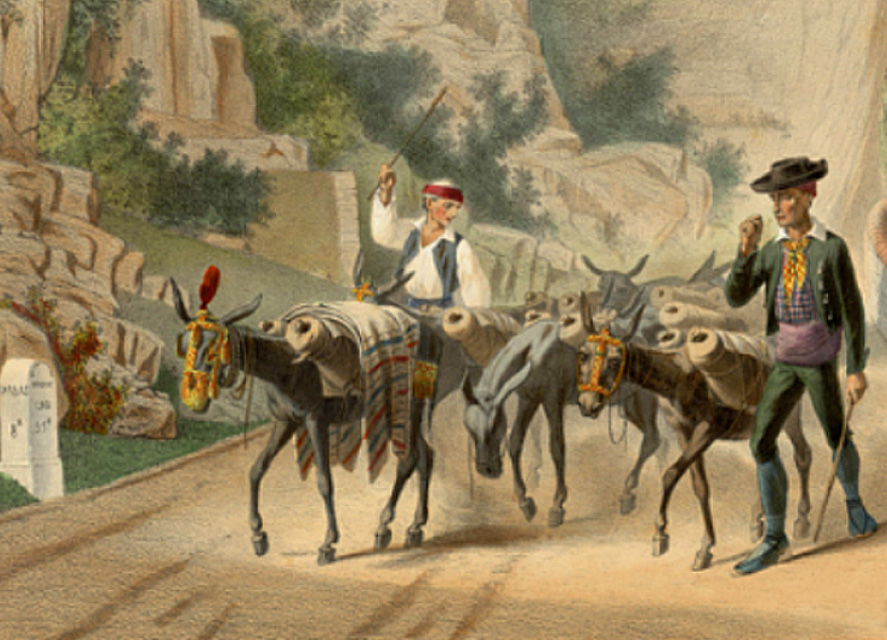
Caravane muletière chargée de jarres de vin sur le chemin de Saint-Jacques

L'histoire du vignoble est liée au pèlerinage de Saint-Jacques-de-Compostelle. En effet, il est formé au XIe siècle par les moines de Roncevaux qui plantèrent des vignes autour de l’ancienne église Saint-Vincent du village d’Irouléguy pour un vin destiné aux pèlerins. Après la signature du traité des Pyrénées (1659), les moines quittent leur vignoble et les habitants prennent possession des vignes.
Après un déclin dû à la crise phylloxérique et à la Première Guerre mondiale, un groupe d'agriculteurs crée la cave coopérative de Saint-Étienne-de-Baïgorry.
Le 23 janvier 1953, l'irouléguy accède à l'AOVDQS. Le 29 octobre 1970, les vins d'Irouléguy sont classés en AOC. Le cahier des charges de l'appellation a été modifié en février 2024.

## Vignoble
Il représente une production de 7 000 hectolitres environ répartie pour environ 70 % de vin rouge, 20 % de vin rosé et 10 % de vin blanc. La surface est de 240 hectares, répartis sur les territoires de quinze communes :
Aincille, Anhaux, Ascarat, Bidarray, Bussunarits-Sarrasquette, Bustince-Iriberry, Irouléguy, Ispoure, Jaxu, Lasse, Lecumberry, Ossès, Saint-Étienne-de-Baïgorry, Saint-Jean-le-Vieux et Saint-Martin-d'Arrossa.

Cartes de l'Irouléguy
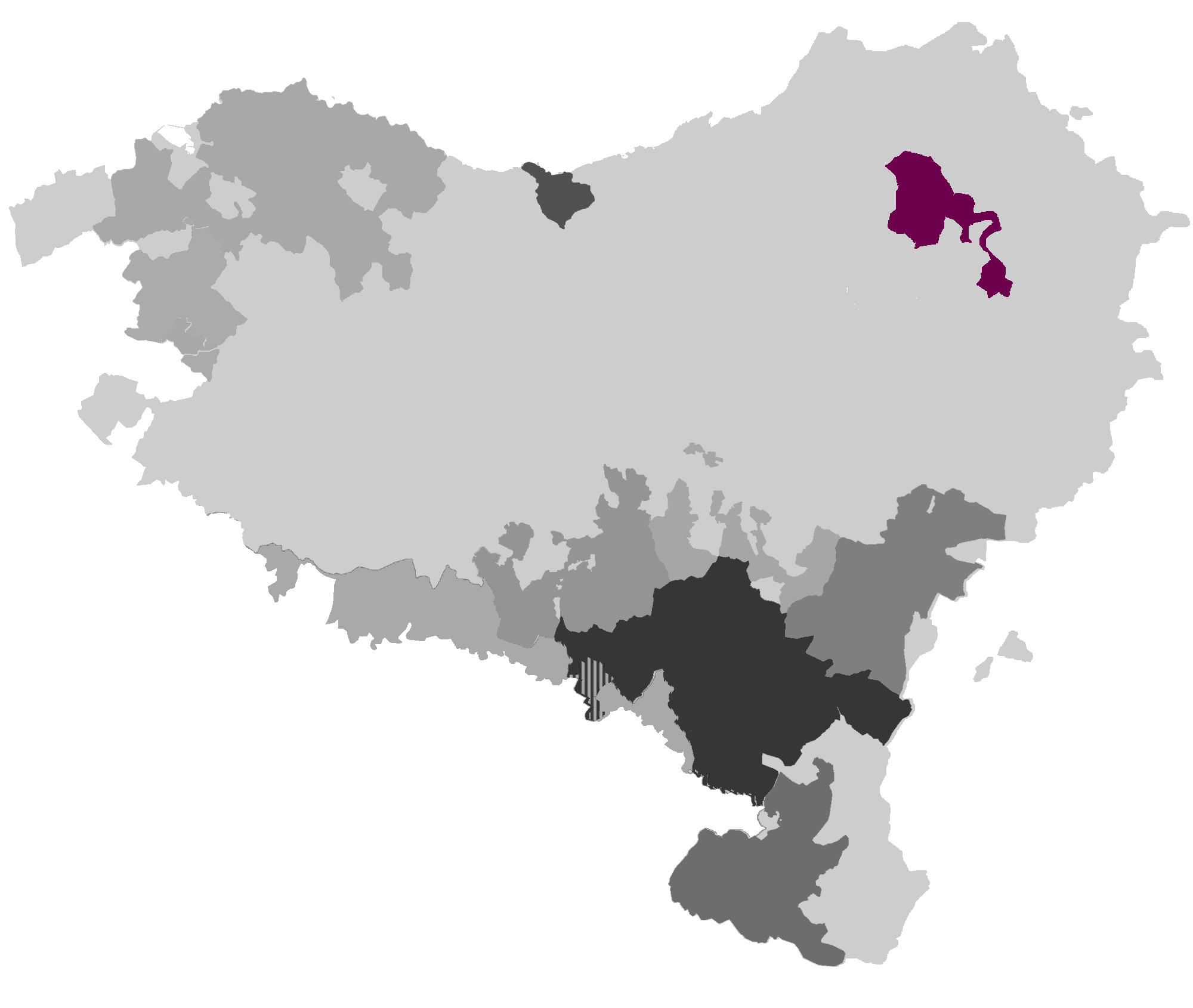
Cartographie du vignoble d'Irouléguy au Pays basque.
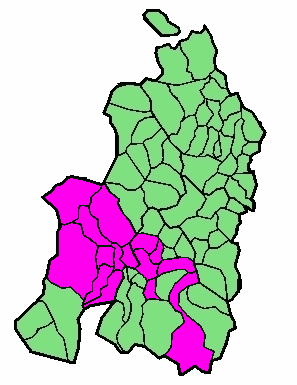
Les 15 communes viticoles de Basse-Navarre

Paysages de l'Irouléguy
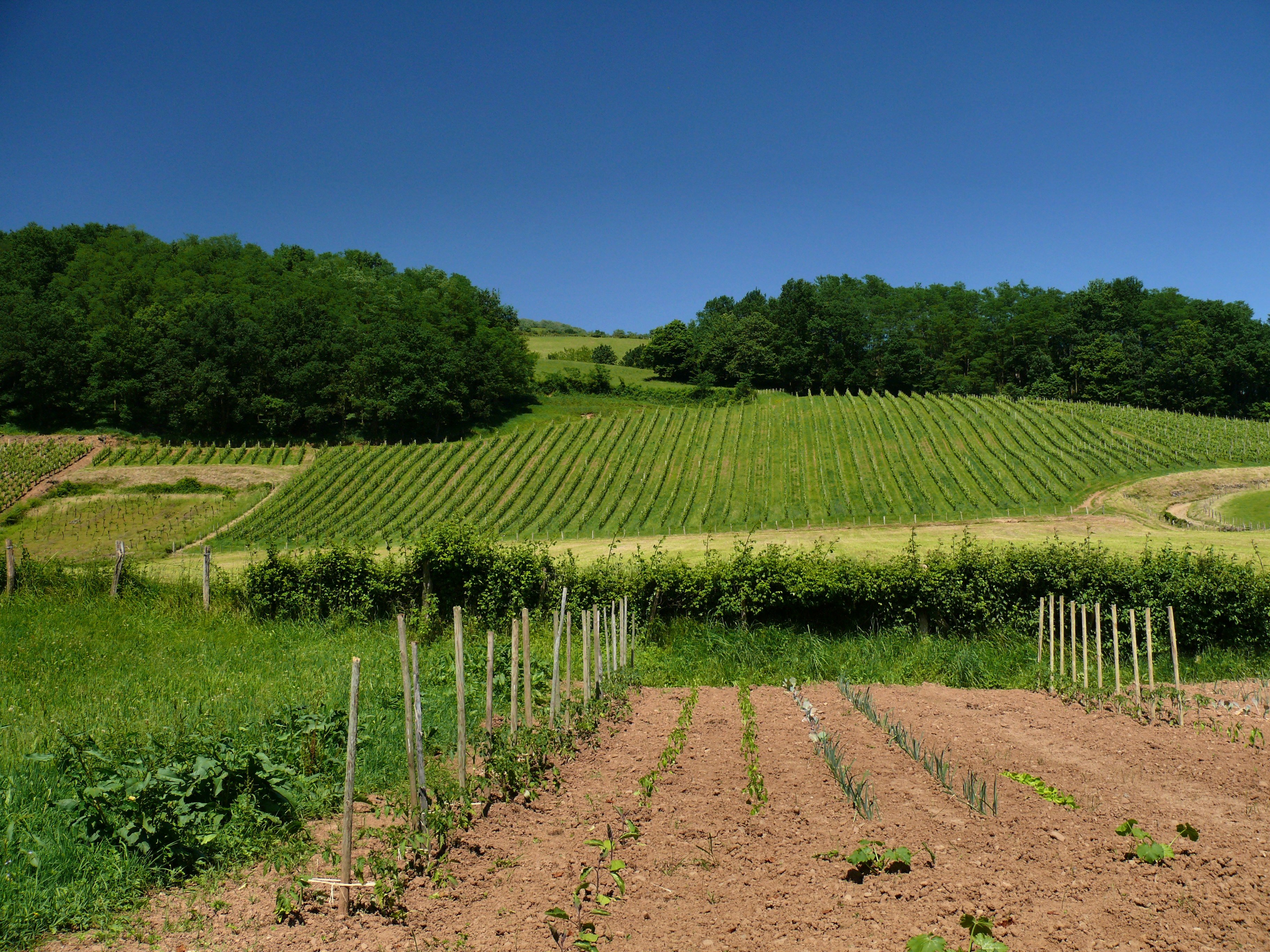
Irouléguy
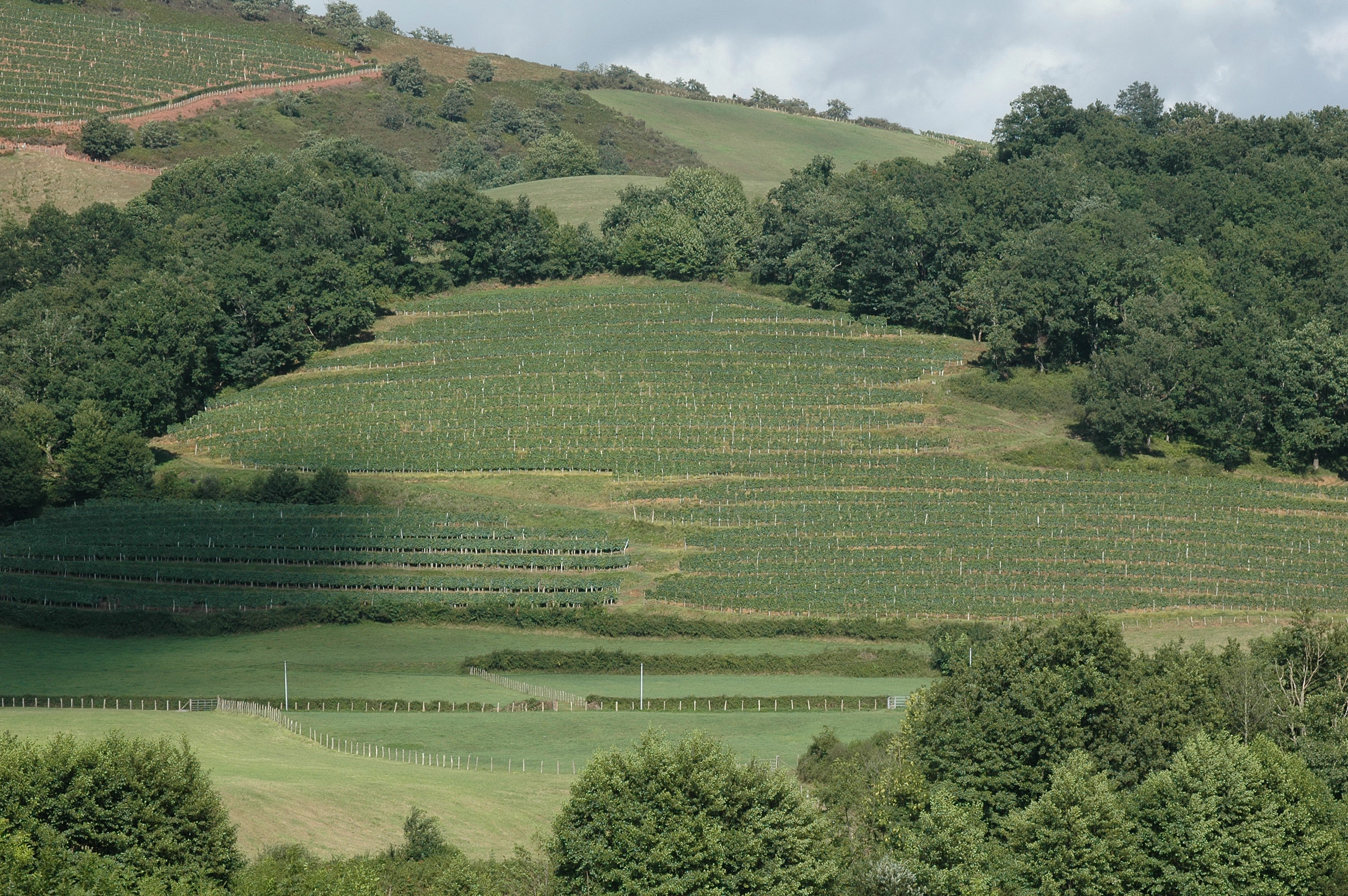
Saint-Étienne-de-Baïgorry
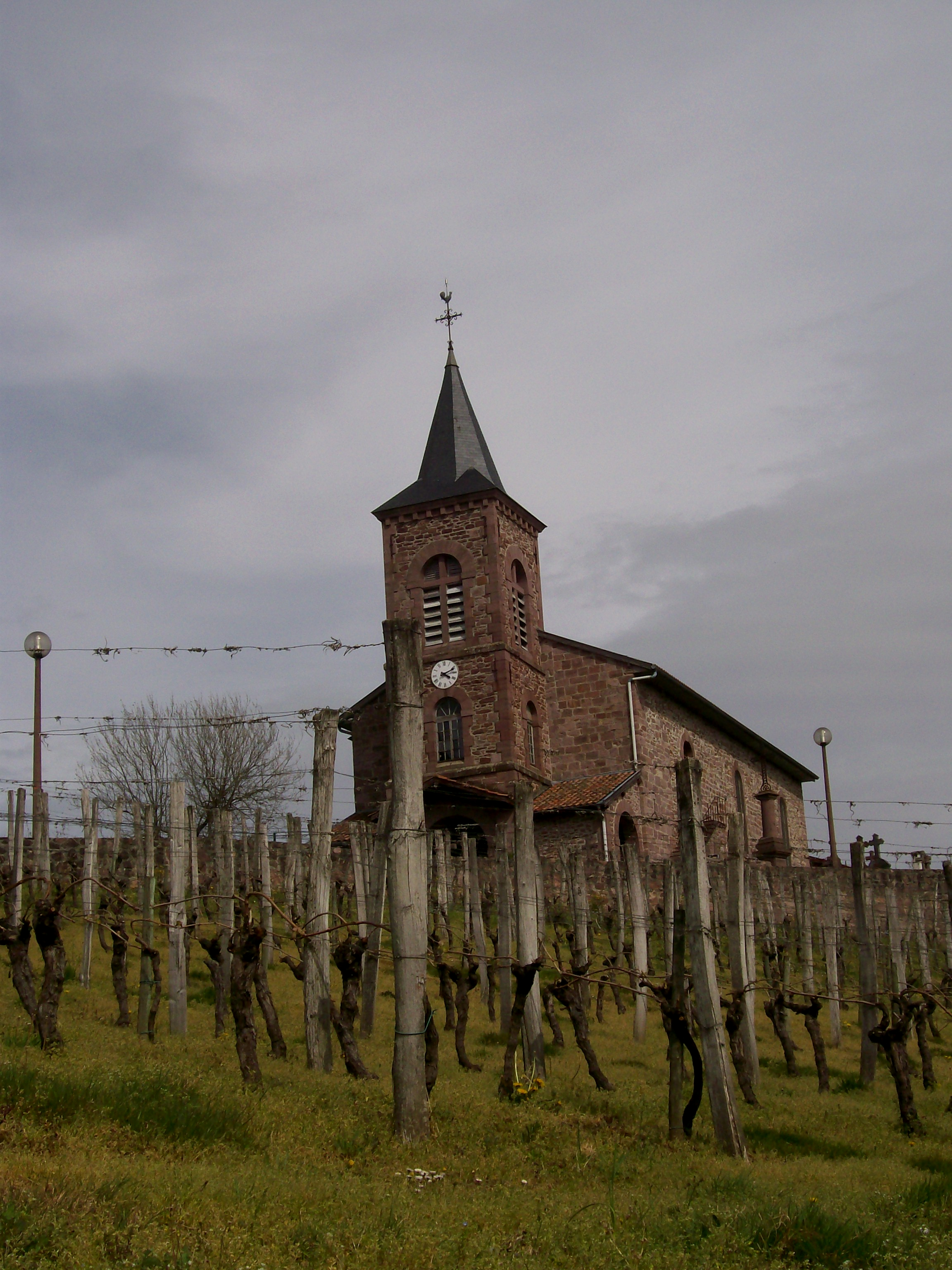
Ispoure
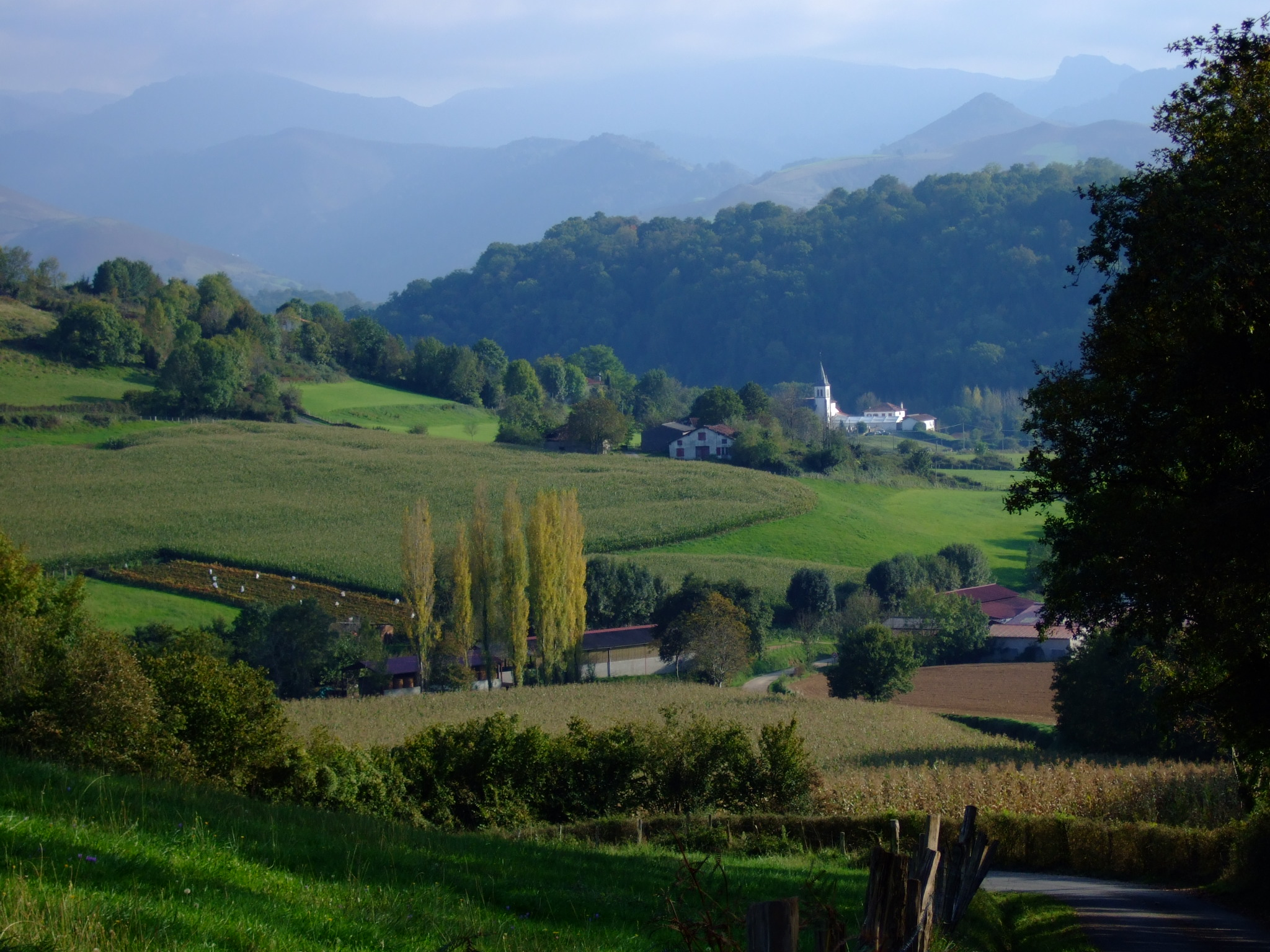
Bussunarits

## Cépages
En rouge et rosé, les vins sont à base de tannat, cabernet franc et cabernet sauvignon.
Les vins blancs sont issus de courbu blanc, du petit courbu B, de petit manseng et gros manseng.